# Nieddera
Il Nieddera  (nigra vera, vern. Niedda-era Niedda vera) è un vitigno a bacca nera.
È diffuso per la maggior parte in alcune zone della Sardegna, 113 ettari in totale, concentrati per lo più nell'oristanese (circa il 97 % del totale). È altresì presente nelle collezioni nazionali francesi dell'INRA di Montpellier ed italiane del CRA di Bari e Conegliano Veneto. In Sardegna è presente nella collezione nazionale gestita dal DESA dell'Università di Sassari e dall'Agenzia Regionale AGRIS.
L'origine del vitigno non è certa ma è possibile farne risalire la presenza nel territorio sin dal tempo dei fenici e dei punici, tra l'VIII e il VII secolo a.C., che fondarono la città di Tharros nelle coste della penisola del Sinis.

## Grappolo
A forma conica può presentarsi con uno o due ali, di dimensioni medie con un peso medio di circa 320 grammi.

## Acino
Dimensione media di 2,3 grammi. Di forma arrotondata e con buccia sottile e non molto pruinosa. Il colore è scuro e la polpa risulta incolore e di sapore neutro ma con una certa consistenza.

## Fenologia
In aprile si ha l'inizio del germogliamento. Nella seconda decade di maggio la fioritura. Dalla terza decade di luglio e la prima di agosto si ha l'inizio dell'invaiatura. Presa per campione la zona di Oristano, la sua maturazione si ha intorno alla terza decade di settembre.